# Kabul (reka)
Reka Kabul (urdujsko دریائے کابل; darijsko دریای کابل; paštunsko د کابل سیند), klasično Cophen /ˈkoʊfeɪn/, je 700 kilometrov dolga reka, ki izvira v Sanglakhu, del gorovja Hindukuš, v severovzhodnem delu province Maidan Vardak v Afganistanu. Od porečja reke Helmand jo loči prelaz Unai. Reka Kabul se izliva v reko Ind blizu Attocka v Pakistanu. Je glavna reka v vzhodnem Afganistanu in provinci Khiber Pakhtunkhva v Pakistanu.

## Potek
Reka Kabul, ki meri 700 kilometrov ali 435 milj, teče skozi mesti Kabul in Jalalabad v Afganistanu. Njegovo veliko povodje zajema vzhodne province Nangarhār, Kunar, Laghmān, Lōgar, Kabul, Kāpisā, Parwān, Panjshēr in Bāmyān, preden se izlije v Khyber Pakhtunkhwa v Pakistanu, približno 25 kilometrov (16 milj) severno od mejnega prehoda Durand Line pri Torkham. V Khyber Pakhtunkhwa reka teče skozi mesta Peshawar, Charsadda in Nowshera. Večina vode reke Kabul izvira iz snega in ledenikov okrožja Chitral, iz katerega teče v Afganistan. V zgornjem toku je znana kot Sarchashma. Glavni pritoki reke Kabul so reke Logar, Pandžšir, Alingar, Surkhab, Kunar, Bara in Swat.

## Hidrologija
Reka Kabul večji del leta le malo curlja, poleti pa naraste zaradi taljenja snega v pogorju Hindukuš. Njen največji pritok je reka Kunar, ki se začne kot reka Mastuj, teče z ledenika Čiantar v dolini Brughil v Čitralu v Pakistanu in se potem, ko teče proti jugu v Afganistan, sreča z reko Bašgal, ki priteče iz Nurestana. Kunar se sreča s Kabulom blizu Džalalabada. Kljub temu, da Kunar nosi več vode kot Kabul, se reka po tem sotočju nadaljuje kot reka Kabul, predvsem zaradi političnega in zgodovinskega pomena imena.

## Jezovi
Reko Kabul prečka več jezov, ki so bili zgrajeni v 20. stoletju. Trije jezovi so v provincah Kabul in Nangarhar v Afganistanu, vključno z jezom Surobi, hidroelektričnim virom za Kabul, zgrajenim leta 1957 s pomočjo Nemčije, jezova Naghlu in Darunta, ki so ju zgradili sovjetski znanstveniki v 1960-ih. Jez Varsak je tudi v dolini Pešavar v Pakistanu, približno 20 km severozahodno od mesta Pešavar.

## Zgodovina

### Ekspedicija Aleksandra Velikega v Azijo
V Arrianovi Aleksandrovi pohodi je reka Kabul navedena kot Κωφήν Kōphēn (latinsko črkovanje Cophen).

### Moderna doba
Od leta 1990 je reka poleti doživela precejšnje suše. Približno marca 2019 je bilo deset tisoč galon neobdelanih odplak iz čistilne naprave Makrojan vsak mesec odvrženih v reko Kabul, kar naj bi povzročalo prebavne težave pri 3000 družinah, ki živijo ob reki.

## Etimologija
V sanskrtu in avestijščini
Beseda Kubhā, ki je starodavno ime reke, je sanskrtska in avestanska beseda. Beseda se je pozneje spremenila v Kābul.
Al-Biruni
Al-Biruni, perzijski polihistor, jo je imenoval tudi 'reka Ghorwand'.
Reka Kabul je kasneje dala ime regiji in naselju Kabul.
Vodenje ustanove
Kabul River Basin (KRB) je vladni organ pod Ministrstvom za energijo in vodo (MEW) vlade Islamske republike Afganistan (GoIRA). Na podlagi zakona o vodah je nastala. Nedavni generalni direktor te velike vodne ustanove je bil Džalal Naser Fakirjar, ki je prinesel pozitivne spremembe, veliko prispeval k preglednosti, razvoju porečja in veljavnim politikam, zlasti upravljanju porečja, ki je imelo pozitivne učinke in rezultate.

## Galerija
- Reka Kabul v mestu Kabul, 1966
- Reka Kabul v mestu Kabul, 1982
- Reka Kabul v mestu Kabul leta 2009 je zdaj presahnila
- Posušena reka v osrednjem mestu Kabul
- Dolina reke Kabul
- Soteska reke Kabul, vzporedna s cesto Kabul-Džalalabad
- Reka Kabul na območju mostu Behsood, DŽalalabad, 2009
- Reka Kabul na območju mostu Behsood, DŽalalabad, 2009
- Budistične jame, ki so bile vklesane v niz pečin na severni strani reke Kabul
- Jez na reki
- Reka Kabul pri mostu Behsood,